# Brachychalcinus
Brachychalcinus is een geslacht van straalvinnige vissen uit de familie van de karperzalmen (Characidae).

## Soorten
- Brachychalcinus copei (Steindachner, 1882)
- Brachychalcinus nummus Böhlke, 1958
- Brachychalcinus orbicularis (Valenciennes, 1850)
- Brachychalcinus parnaibae dos Reis, 1989
- Brachychalcinus retrospina Boulenger, 1892